# الحياة في مكان آخر (رواية)
الحياة في مكان آخر (بالتشيكية: Život je jinde) رواية تشيكية أدبية كتبها ميلان كونديرا عام 1969. نُشرت بالفرنسية عام 1973. تحكي الرواية قصة بروميل الشخصية التي كرّست حياتها للشعر والأدب في تشيكوسلوفاكيا قبل وأثناء وبعد الحرب العالمية الثانية.

## أحداث الرواية[1]
ياروميل هو شخصية خيالية في رواية تسرد قصة شاعر شاب نشأ في براغ خلال فترة الحرب العالمية الثانية وصعود الشيوعية في تشيكوسلوفاكيا. تبدأ القصة عندما تحمل والدته، التي ترفض فكرة الإجهاض رغم نصيحة والد ياروميل، فتتزوج منه. منذ طفولته، يظهر ياروميل ميولًا فنية وشاعرية مبكرة، تتغذى على حب والدته المفرط له. بعد اندلاع الحرب، تصبح علاقته بوالده متوترة، ويموت الأخير أثناء محاولته إنقاذ عشيقته اليهودية من معسكر اعتقال.
يتحول ياروميل تدريجياً إلى شاعر شاب منجذب إلى الأفكار الثورية، ويبدأ في كسب بعض الشهرة في الأوساط الأدبية المرتبطة بالحزب الشيوعي. لكنه يظل يعاني من شكوكه الجنسية ونزعاته السلطوية، خصوصاً تجاه حبيبته ذات الشعر الأحمر، التي يبلغ عن شقيقها للسلطات بسبب غيرته. تؤدي خيانته إلى اعتقالها هي وشقيقها. يموت ياروميل لاحقاً بسبب الالتهاب الرئوي بعد مشاجرة عبثية في إحدى الحفلات. تنتهي الرواية بالإشارة إلى أن لا أحد يتذكره أو شعره، في دلالة على عبثية حياته وفشله الإنساني والفني.

## النشر
الحياة في مكان آخر هي رواية كتبها ميلان كونديرا باللغة التشيكية عام 1969 أثناء إقامته في بوهيميا. زار الناشر الفرنسي كلود غاليمار كونديرا في براغ، وشجّعه على الهجرة إلى فرنسا، وهرّب المخطوطة إلى هناك، حيث نُشرت لأول مرة عن طريق دار غاليمار في عام 1973. صدرت الترجمة الإنجليزية الأولى للرواية عام 1976، ولكن كونديرا لم يكن راضياً عنها. لاحقًا، أعاد مراجعة الترجمة الفرنسية في 1985، والتي كانت أساسًا لترجمة إنجليزية جديدة أنجزها آرون آشر في عام 2000.
تنقسم الرواية، على غرار معظم أعمال كونديرا، إلى سبعة أقسام. ومع ذلك، فقد كانت تتألف من ستة أقسام فقط عند اقترابها من الاكتمال. صرّح كونديرا لاحقًا: «لم أكن راضياً. فجأة خطرت لي فكرة تضمين قصة تجري بعد وفاة البطل بثلاث سنوات—أي خارج الإطار الزمني للرواية. فورًا، أصبحت بنية الرواية مثالية».
استُوحي عنوان الرواية من عبارة للشاعر الفرنسي أرثور رامبو في عمله فصل في الجحيم، في القسم المسمى العذراء الحمقاء، والتي يقول فيها: «الحياة الحقيقية في مكان آخر». تشير الرواية مرارًا إلى حياة الشاعر الخيالي ياروميل وتُقارنها بسير ذاتية لشعراء حقيقيين مثل رامبو، وتُلمّح إلى أن عبارة "الحياة في مكان آخر" كانت شعارًا ثوريًا كُتب على جدران السوربون من قبل الطلاب.

## [1]الاستقبال النقدي
فازت الرواية بجائزة بري ميديسيس (Prix Médicis) عام 1973. كتب بول ثيرو في مراجعة نشرتها نيويورك تايمز عام 1974 أن كونديرا "كاتب قصص قصيرة رائع وروائي لا بأس به". أما فرانسوا ريكار، فقد كتب في ملحق الطبعة الفرنسية أن الحياة في مكان آخر تُعد، إلى جانب دون كيشوت ومدام بوفاري، من "أقسى الأعمال التي كُتبت ضد الشعر".